# محطة هوروم للتناضح العكسي

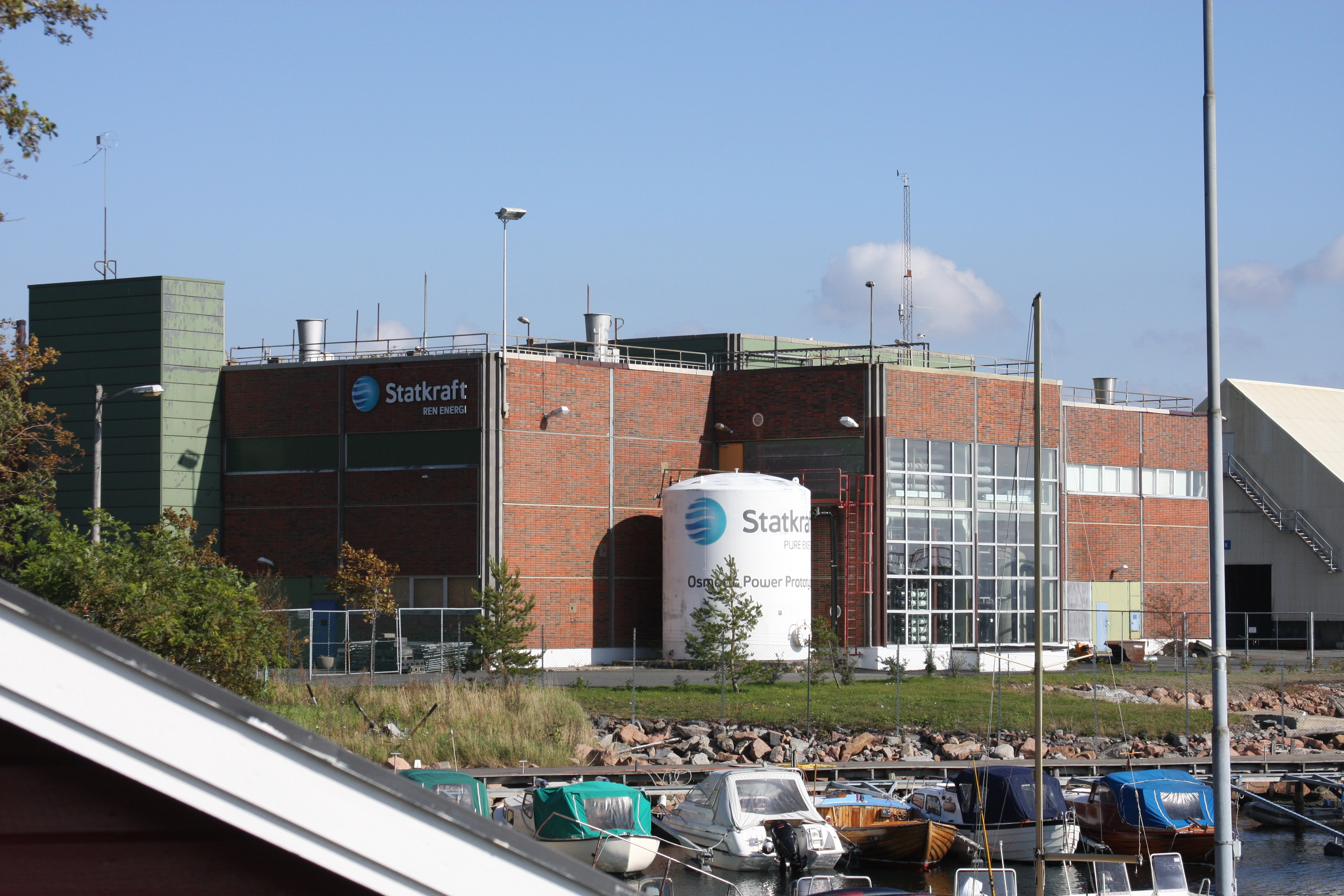
صورة محطة Statkraft osmotic power prototype at Tofte in Hurum.

محطة هوروم للتناضح العكسي (بالإنجليزية: Statkraft osmotic power prototype in Hurum)‏ هي أول محطة تجريبية في العالم لانتاج الكهرباء بواسطة التناضح العكسي. وقد قامت ببنائها شركة ستاتكرافت النرويجية في هوروم بالقرب من مدينة توفت. تشغل المحطة عددة حجرات في مصنع لإنتاج السيلولوز. تستغل المحطة فرق الضغط المتسبب عن الضغط الأسموزي الذي ينشأ بين ماء مالح وماء عذب ويفصلهما غشاء. يدفع الماء المالح (بسبب ضغطه الأسموزي الأعلى) الماء العذب خلال الغشاء فيعلو الضغط في ناحية الماء المالح، وزيادة الضغط هذه يمكن استغلالها لإنتاج طاقة كهربائية باستخدام منظومة عادية من تـوربين ومولد كهربائي.
قامت شركة ستاتكرافت بإنشاء محطة توليد الكهرباء بالتعاون مع شركة «سنتيف» Sintef ، وبدأ إنتاج التيار الكهربائي في يوم 24 نوفمبر 2009 .
وقد تم قبل ذلك التخطيط للمحطة في عام 2008 باستخدام 10 لتر في الثانية ماء عذب و 20 لتر في الثانية لماء مالح. وكان من المتوقع لهذه المنظومة أنتاج بين 2 - 4 كيلوواط من الكهرباء. وبتحسين الغشاء الفاصل فمن المتوقع رفع تلك الإنتاجية إلى نحو 10 كيلواط. وكان من المخطط له بناء محطة على المستوى الصناعي بين عامي 2012 - 2015 .
اعلنت ستاتكرافت في عام 2013 عدم رغبتها في تشييد المحطة الكبيرة.

## الأسباب
على الرغم من قدرة تحمل المحطة المزمع إنشائها على الإنتاج بالإضافة إلى سهولة تشغيلها وقلة تكاليف التشغيل، إلا أن تكلفة الأغشية اللازمة مرتفعة. ولكي يتم الحصول على طاقة كهربائية معقولة فيلزم استخدام أغشية بمساحات كبيرة جدا. وبالنسبة للمشروع الموصوف في مسودة المشروع لإنتاج 4 كيلوواط كهرباء فإن محطة بنفس القدرة تعمل توربين غازي (مثل توربين غازي رولس رويس) فيمكنه إنتاج 15 ميجاواط طاقة كهربائية بتكلفة أقل من تكلفة إنشاء المحطة.
حاليا بتطبيق احدث الطرق التكنلوجية تحتاج محطة قوى إلى أغشية بمساحة بين 200.000 و 250.000 متر مربع لإنتاج 1 ميجاواط من الكهرباء، وإنتاج مثل تلك الأغشية تعتبر من الأشياء المكلفة لتصنيعها.

## وصلات خارجية
- Statkraft - «Saltkraft», presentasjon oktober 2009.
- Statkraft - «Verdens første saltkraftverk åpnet!», 24. November 2009.